# Wereldkampioenschap schaatsen allround vrouwen 1972
Het drieëndertigste Wereldkampioenschap schaatsen allround voor vrouwen werd op 4 en 5 maart 1972 verreden op Thialf in Heerenveen, Nederland.
Dertig deelneemsters uit elf deelnemende landen, Nederland (5), de DDR (2), Finland (3), Noorwegen (2), Polen (2), de Sovjet-Unie (5), Zweden (3), China (2), Japan (2), Canada (1) en de Verenigde Staten (3), namen eraan deel. Acht rijdsters debuteerden deze editie. De West-Duitse inschrijving van Monika Pflug, twee weken eerder winnares van de gouden olympischemedaille op de 1000m, en Paula Dufter werd ingetrokken.
Atje Keulen-Deelstra veroverde voor de tweede maal de wereldtitel, de vierde voor Nederland, in een nieuw kampioenschap puntenrecord en twee afstandsrecords op de 1500m en 1000m.
Stien Kaiser, inmiddels Baas geworden, stond met haar achtste deelname voor de achtste keer op het erepodium bij de huldiging, voor het vierde opeenvolgende jaar op de tweede plaats. Ze werd hiermee de eerste vrouw die acht keer op bij de top drie reed.
De Amerikaanse Dianne Holum eindigde weer op de derde plaats in het eindklassement, op het WK van 1967 nam ze deze plek bij de huldiging ook in.
Van de Nederlandse afvaardiging bestaande uit Ellie van den Brom, Trijnie Rep, Wil Schenk-Burgmeijer, Atje Keulen-Deelstra en Stien Baas-Kaiser wisten alleen de beide laatste afstandmedailles te veroveren (goud op 1500m en 1000m, zilver op 3000m en brons op 500m, Keulen-Deelstra en zilver op de 1500m en 1000m, goud op de 3000m, Baas-Kaiser).
De Noorse Sigrid Sundby reed dit jaar haar negende WK Allround. Zij was daarmee de zesde vrouw die dit aantal bereikte, Eevi Huttunen in '57, Christina Scherling in '64, Kaija Mustonen in '67, Valentina Stenina in '68 en Helena Pilejczyk in '71 waren haar voor gegaan.
Ook dit kampioenschap werd over de kleine vierkamp,respectievelijk de 500m, 1500m,1000m, en 3000m, verreden.

## Afstand medailles
| Afstand | Goud ·               | Zilver ·             | Brons ·              |
| ------- | -------------------- | -------------------- | -------------------- |
| 500m    | Dianne Holum         | Leah Poulos          | Atje Keulen-Deelstra |
| 1500m   | Atje Keulen-Deelstra | Stien Baas-Kaiser    | Dianne Holum         |
| 1000m   | Atje Keulen-Deelstra | Stien Baas-Kaiser    | Dianne Holum         |
| 3000m   | Stien Baas-Kaiser    | Atje Keulen-Deelstra | Kapitolina Seregina  |

## Klassement
| Rang   | Schaatsster            | Land                           | Punten  | 500m       | 1500m        | 1000m        | 3000m          |
| ------ | ---------------------- | ------------------------------ | ------- | ---------- | ------------ | ------------ | -------------- |
| Goud   | Atje Keulen-Deelstra   | Nederland                      | 185,341 | 44,23 (3)  | 2.17,98 (1)  | 1.30,49 (1)  | 4.59,23 (2)    |
| Zilver | Stien Baas-Kaiser      | Nederland                      | 185,543 | 44,81 (8)  | 2.18,09 (2)  | 1.31,20 (2)  | 4.54,62 (1)    |
| Brons  | Dianne Holum           | Verenigde Staten               | 186,252 | 43,59 (1)  | 2.18,51 (3)  | 1.31,73 (3)  | 5.03,76 (5)    |
| 4      | Nina Statkevitsj       | Sovjet-Unie                    | 188,831 | 45,04 (12) | 2.20,71 (4)  | 1.32,55 (4)  | 5.03,68 (4)    |
| 5      | Trijnie Rep            | Nederland                      | 190,672 | 44,73 (7)  | 2.21,75 (6)  | 1.33,71 (8)  | 5.11,02 (8)    |
| 6      | Ljoedmila Titova       | Sovjet-Unie                    | 191,728 | 44,85 (9)  | 2.21,87 (7)  | 1.33,69 (7)  | 5.16,46 (10)   |
| 7      | Ljoedmila Savrulina    | Sovjet-Unie                    | 191,805 | 45,35 (13) | 2.22,9 (9)   | 1.35,34 (14) | 5.08,33 (6)    |
| 8      | Kapitolina Seregina    | Sovjet-Unie                    | 191,887 | 46,74 (25) | 2.22,40 (10) | 1,34,14 (10) | 5.03,66 (3)    |
| 9      | Ellie van den Brom     | Nederland                      | 192,078 | 44,35 (4)  | 2.24,64 (14) | 1.32,96 (5)  | 5.18,21 (11)   |
| 10     | Sachiko Saito-Yobekura | Japan                          | 192,593 | 44,93 (10) | 2.22,14 (8)  | 1.34,06 (9)  | 5.19,52 (12)   |
| 11     | Tuula Vilkas           | Finland                        | 193,619 | 46,02 (21) | 2.24,89 (15) | 1.35,11 (12) | 5.10,48 (7)    |
| 12     | Sigrid Sundby          | Noorwegen                      | 193,668 | 44,64 (6)  | 2.24,46 (13) | 1.35,19 (13) | 5.19,68 (13)   |
| 13     | Wil Schenk-Burgmeijer  | Nederland                      | 194,225 | 45,48 (16) | 2.21,61 (5)  | 1.34,30 (11) | 5.26,35 * (15) |
| 14     | Leah Poulos            | Verenigde Staten               | 194,243 | 43,79 (2)  | 2.26,01 (20) | 1.33,44 (6)  | 5.30,38 (16)   |
| 15     | Galina Baranova        | Sovjet-Unie                    | 194,923 | 47,16 (28) | 2.22,96 (11) | 1.36,21 (15) | 5.12,03 (9)    |
| 16     | Sylvia Burka           | Canada                         | 194,980 | 45,01 (11) | 2.34,30 (12) | 1.36,29 (16) | 5.22,35 (14)   |
| NC17   | Connie Carpenter       | Verenigde Staten               | 143,273 | 45,68 (17) | 2.25,42 (17) | 1.38,24 (17) | -              |
| NC18   | Rosemarie Taupadel     | Duitse Democratische Republiek | 143,688 | 45,79 (19) | 2.24,91 (16) | 1.39,19 (18) | -              |
| NC19   | Kaname Ide             | Japan                          | 143,765 | 45,39 (14) | 2.25,89 (19) | 1.39,49 (20) | -              |
| NC20   | Ylva Hedlund           | Zweden                         | 144,003 | 45,68 (17) | 2.25,87 (18) | 1.39,40 (19) | -              |
| NC21   | Sylvia Filipsson       | Zweden                         | 145,410 | 46,34 (22) | 2.26,64 (21) | 1.40,38 (22) | -              |
| NC22   | Tarja Rinne            | Finland                        | 145,490 | 46,35 (23) | 2.27,36 (22) | 1.40,04 (21) | -              |
| NC23   | Ann-Sofie Järnström    | Zweden                         | 146,272 | 44,58 (5)  | 2.29,81 (26) | 1.43,51 (28) | -              |
| NC24   | Romana Troicka         | Polen                          | 146,388 | 45,46 (15) | 2.28,18 (23) | 1.43,07 (27) | -              |
| NC25   | Marja Repola           | Finland                        | 147,132 | 46,80 (26) | 2.28,19 (24) | 1.41,87 (24) | -              |
| NC26   | Erwina Rys             | Polen                          | 147,232 | 45,87 (20) | 2.33,26 (29) | 1.40,55 (23) | -              |
| NC27   | Monika Zernicek        | Duitse Democratische Republiek | 147,495 | 47,07 (27) | 2.28,35 (25) | 1.41,95 (26) | -              |
| NC28   | Tove Berntsen          | Noorwegen                      | 147,775 | 46,56 (24) | 2.30,81 (28) | 1.41,89 (25) | -              |
| NC29   | Tien Cailian           | China                          | 150,762 | 47,90 (29) | 2.30,35 (27) | 1.45,49 (29) | -              |
| NC30   | Jiang Youfeng          | China                          | 153,342 | 48,13 (30) | 2.34,64 (30) | 1.47,33 (30) | -              |

* = met val
NC = niet gekwalificeerd
NF = niet gefinisht
NS = niet gestart
DQ = gediskwalificeerd
Vet gezet = kampioenschapsrecord